# Mobile Suit Gundam 0080: War in the Pocket
Mobile Suit Gundam 0080 - A War in the Pocket (機動戦士ガンダム0080 ポケットの中の戦争, Kidō Senshi Gandamu 0080 Poketto no Naka no Sensō) is de eerste Gundam-OVA. De OVA telt zes afleveringen, die werden uitgezonden in 1989. Het was de eerste Gundamproductie die niet werd geregisseerd door Yoshiyuki Tomino. De OVA diende ter viering van het tienjarig bestaan van de Gundamfranchise.

## Achtergrond
Gundam 0080 startte de traditie om de Gundams per incarnatie aan veranderingen te onderwerpen. Yutaka Izubuchi vernieuwde de ontwerpen van de originele mecha uit Mobile Suit Gundam. De serie nam ook afstand van het achtergrondthema dat in de voorgaande Gundamproducties een sterke rol speelde. Hierdoor sprak de OVA ook een publiek aan dat tot dusver niet bekend was met Gundam of Tomino’s werk.
De personages werden ontworpen door Haruhiko Mikimoto (bekend van Macross franchise, Megazone 23, Gunbuster).

## Verhaal
Zoals de subtitel, "War in the Pocket", al aangeeft, draait de OVA om een klein persoonlijk verhaal. Het toont de eenjarige oorlog vanuit het perspectief van een 11-jarige jongen genaamd Alfred Izuruha.
In december van het jaar UC 0079 ontdekt de Zeonitische inlichtingendienst dat een prototype van een nieuwe Federatie-Gundam wordt gemaakt in een basis op de Noordpool. Elite Zeon MS commando’s krijgen de opdracht om dit prototype te vernietigen, maar voordat ze hun missie kunnen voltooien wordt de Gundam al de ruimte in gelanceerd. De Gundam wordt naar een federatie R&D-basis gebracht binnen de neutrale ruimtekolonie Side 6. Zeon probeert de Gundam via een infiltratiemissie te vernietigen, maar dat mislukt. Slechts één lid van de Zeoncommando’s blijft achter in de kolonie. Als hij ook faalt in het vernietigen van de Gundam, zal Zeon een nucleaire aanval uitvoeren op de kolonie.

## Afleveringen
1. How Many Miles to the Battlefield? (戦場までは何マイル?, Senjô Made wa Nan Mairu?)
2. Reflections in a Brown Eye (茶色の瞳に映るもの, Chairo no Hitomi ni Utsuru Mono)
3. And at the End of the Rainbow? (虹の果てには?, Niji no Hate ni wa?)
4. Over the River and Through the Woods (河を渡って木立を抜けて, Kawa wo Watatte Kodachi wo Nukete)
5. Say it Ain't So, Bernie! (嘘だと言ってよ、バーニィ, Uso Dato Itte yo, Bānī)
6. War in the Pocket (ポケットの中の戦争, Poketto no Naka no Sensō)

## Muziek
Titelsong:
- Itsuka Sora ni Todoite (And Someday, Reach the Sky) door Megumi Shiina

Einde:
- Tooi Kioku (Distant Memory) door Megumi Shiina

## Trivia
- De naam 'Alfred' van het hoofdpersonage is mogelijk een verwijzing naar Alfred Jodocus Kwak, welke in het zelfde jaar uit kwam. Aan het einde de derde aflevering komt kort een afbeelding van Alfred Jodocus Kwak op een frisdrankautomaat in beeld.